# Sean Sherk
Sean Sherk, född 5 augusti 1973 i Anoka County i Minnesota, är en amerikansk MMA-utövare som tävlar i UFC:s lättviktsdivision och var tidigare titelhållare i divisionen. 
Sherk började med brottning när han var sju år gammal och i mitten på 1990-talet började han med MMA. Han gick sin första professionella MMA-match den 19 juni 1999 och debuterade i UFC på UFC 30 den 23 februari 2001, han har även gått några matcher i Pride. Efter att ha gått obesegrad genom sina 18 första matcher fick han på UFC 42 den 25 april 2003 gå sin första titelmatch i UFC men förlorade denna mot Matt Hughes. Han vann sedan sina 12 nästkommande matcher innan han förlorade för andra gången i karriären, den här gången mot Georges St. Pierre. Efter ytterligare en seger bestämde sig Sherk, som hittills tävlat i welterviktdivisionen, att byta till lättvikt.
Sherks första match i lättviktsklassen blev en titelmatch mot Kenny Florian på UFC 64 den 14 oktober 2006. Sherk vann på poäng och blev därmed ny mästare i UFC:s lättviktsdivision. Sherk försvarade sin titel för första gången på UFC 73 mot Hermes Franca men testades efter matchen positivt för anabola steroider. Han blev avstängd i sex månader och fråntogs mästartiteln.
Under tiden som Sherk var avstängd vann B.J. Penn den vakanta titeln i en match mot Joe Stevenson och efter matchen tillkännagav UFC:s president Dana White att Sherk skulle få första chansen att utmana Penn om titeln. Sherk och Penn möttes på UFC 84 den 24 maj 2008 i en match som Penn vann på teknisk knockout sedan Sherk inte kunnat fortsätta efter den tredje av fem ronder.